# Gertrud Metzger
Gertrud Metzger, geboren als Gertrud Berta Schünemann (* 14. März 1908 in Steglitz; † 26. Januar 1993 in Rottweil), war eine deutsche Ärztin und Politikerin der SPD. Sie war Mitglied der Beratenden Landesversammlung des Landes Württemberg-Hohenzollern und gehörte ab 1947 als eine von zwei Frauen dem ersten Landtag von Württemberg-Hohenzollern an.

## Leben
Gertrud Schünemann wurde am 14. März 1908 als Tochter von Rebekka und Max Otto Schünemann in Steglitz geboren, das damals noch nicht nach Berlin eingemeindet war. Ihre Kindheitsjahre waren vom Ersten Weltkrieg überschattet. Sie besuchte in Berlin und Celle das Gymnasium und legte 1926 die Abiturprüfung ab. Aufgrund finanzieller Schwierigkeiten konnte sie danach nicht sofort studieren, sondern arbeitete zunächst als Bürogehilfin in Hannover. Neben ihrer normalen Berufstätigkeit fertigte sie im Auftrag der Notgemeinschaft der deutschen Wissenschaft eine Kartothek an.
Erst 1929 konnte sie in Berlin als Werkstudentin mit dem Studium der Medizin beginnen und im Jahr 1932 das Vorexamen machen. In dieser Zeit stand sie in Kontakt mit Mitgliedern der „Sozialistischen Studentengruppe Berlin“. In den folgenden Jahren setzte sie ihr Studium in Freiburg (1933) und Köln (1934) fort.
Am 5. Oktober 1935 heiratete Gertrud Schünemann den zwei Jahre älteren Walter Erich Metzger in dessen Heimatstadt Pforzheim und unterbrach ihr Studium für einige Jahre. In Tübingen setzte sie 1942 ihr Studium fort und absolvierte 1944 ihr Staatsexamen. Im selben Jahr erfolgte ihre Promotion. Das Thema ihrer Dissertation lautete: „Medizinische Photographie mit »Agfa Spektralplatten«.“ Zum 15. Februar 1938 trat sie dem Deutschen Frauenwerk bei (Mitgliedsnummer 774.689).
Ab 1946 arbeitete Metzger aktiv in der SPD mit. Sie gehörte dem Landesvorstand der SPD an und war Mitglied der Kreisversammlung Rottweil.
Am 17. November 1946 wurde sie als eines von 14 SPD-Mitgliedern in die Beratende Landesversammlung gewählt, die eine Landesverfassung für das nach dem Zweiten Weltkrieg in der französischen Besatzungszone neu gebildete Land Württemberg-Hohenzollern ausarbeiten sollte. Gertrud Metzger, Dora Schlatter (CDU) und Luitgard Schneider (CDU) waren die einzigen Frauen in dem insgesamt 66 Mitglieder umfassenden Gremium.
Am 9. Dezember 1947 zog sie als Nachrückerin für Karl Raaf in den ersten Landtag des Landes Württemberg-Hohenzollern ein. Sie war die einzige Frau im Landtag, bis 1950 die DVP-Abgeordnete Margarete Fischer-Bosch dazukam. Metzger gehörte dem Landtag bis zu seiner Auflösung im Jahr 1952 an. Sie war Mitglied im kulturpolitischen Ausschuss, im Geschäftsordnungs- und Petitionsausschuss, im Sonderausschuss für das Schulgesetz und im Finanzausschuss.
Gertrud Metzger starb am 26. Januar 1993 im Alter von 84 Jahren in Rottweil.